# Teresa (Spanyolország)
Teresa egy község Spanyolországban, Castellón tartományban. Teresa Bejís, Jérica, Sacañet, Torás és Viver községekkel határos. Lakosainak száma 231 fő (2024).

## Népesség
A település népessége az elmúlt években az alábbi módon változott:
| Lakosok száma | 342  | 328  | 320  | 297  | 284  | 283  | 266  | 242  | 245  | 231  |
|               | 2001 | 2004 | 2006 | 2009 | 2011 | 2014 | 2016 | 2019 | 2021 | 2024 |